# フレデリック・バック

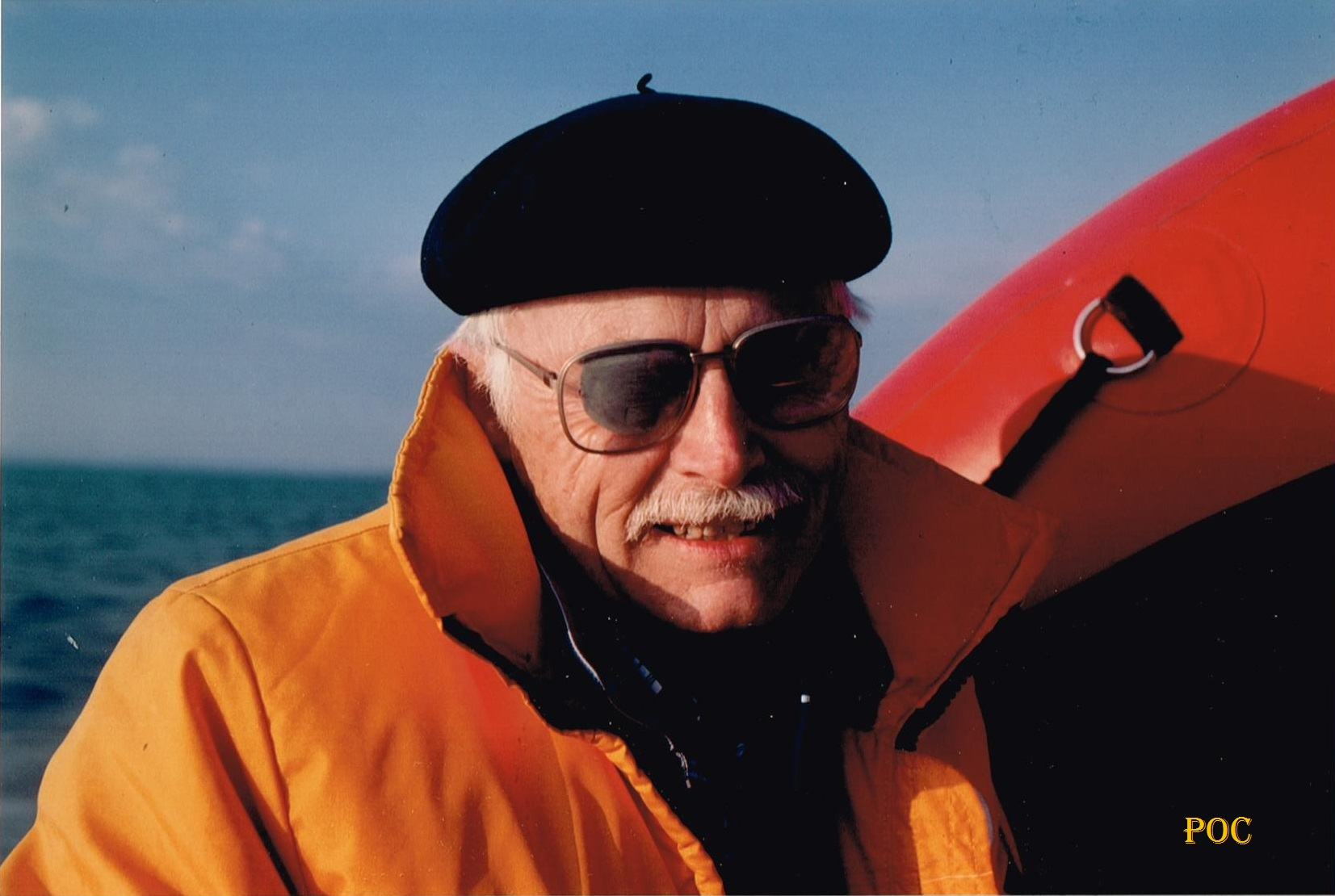
フレデリック・バック

フレデリック・バック（Frédéric Back, 1924年4月8日 - 2013年12月24日）は、カナダのモントリオールのアニメーション作家である。アカデミー短編アニメ賞を2度受賞した。

## 来歴・人物
フランスのザールブリュッケン（現・ドイツ領）に生まれる。その後パリに移り住み、音楽家であった父親の影響でピアノの練習に励むが、絵画に興味を持ち始める。1939年にブルターニュ地方のレンヌの美術学校で画家マテュラン・メウに師事する。1948年には文通で知り合った女性に会うためにモントリオールを訪れ、翌年には結婚、移住する。
1952年、カナダ国営放送にグラフィックアーティストとして参加し、作画の仕事を大量に行った。1968年にはカナダ国営放送アニメーション部門に参加し、タイトルロゴや、子供向け番組の制作していた。1975年に、バックの作品には必要不可欠な音楽家ノルマン・ロジェと『イリュージョン？』の制作で出会うこととなる。
制作手法としては、主にアセテートの上に画材(色鉛筆、フェルトペン)で描くものが多い。バックの作品の制作期間はどれも長期間に及ぶ。そのため『木を植えた男』（ジャン・ジオノ原作）の制作中には右目を痛めながらも5年の月日をかけて完成させたと言う。1990年にカナダ勲章を授与されている。
また、広島国際アニメーションフェスティバルでのグランプリ受賞などで数回来日しており、高畑勲などの日本のクリエイター達と交流があった。2011年にはスタジオ・ジブリ等の企画による展覧会が日本で開催されている（詳細後述）。
2013年12月24日、モントリオールの自宅で死去。89歳没。癌で闘病中であった。
亡くなる直前に高畑勲が自宅を訪れ、高畑の持参した『かぐや姫の物語』を鑑賞したことが、没後に明かされた。

## 作品
- 1975年 - 『イリュージョン？』
- 1976年 - 『タラタタ』
- 1978年 - 『トゥ・リアン 』
- 1981年 - 『クラック!』 - 第54回アカデミー賞短編アニメ賞受賞
- 1987年 - 『木を植えた男』 - 第60回アカデミー賞短編アニメ賞受賞
- 1993年 - 『大いなる河の流れ』

## 展覧会
スタジオジブリ、三鷹の森ジブリ美術館 、日本テレビが企画し、映像作品はもとよりドローイングや原画などの絵画作品も含め1000点弱の作品を集めた『フレデリック・バック展』が、2011年7月の東京を皮切りに全国を巡回した。
- 2011年7月2日 - 10月3日 東京都現代美術館
- 2012年3月17日 - 5月27日 札幌芸術の森美術館
- 2012年7月14日 - 9月17日 広島県立美術館